# Flodder (film)

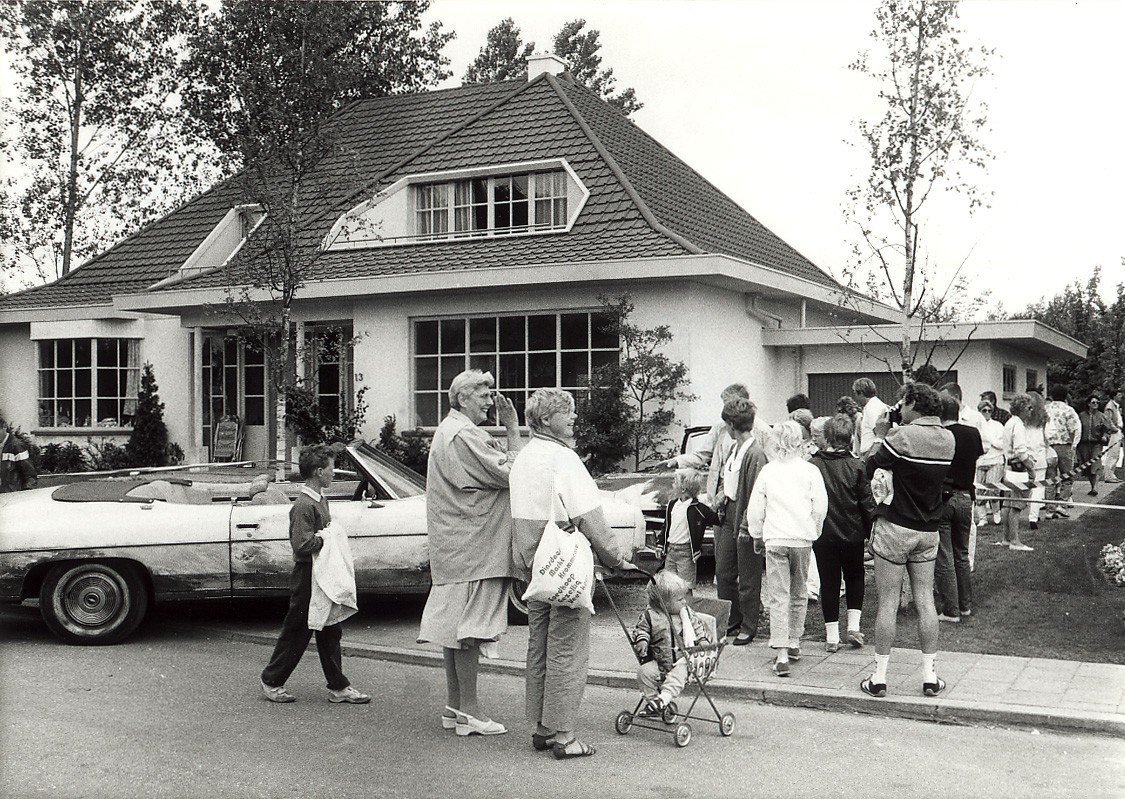
Het huis van de familie Flodder

Flodder is een Nederlandse komediefilm uit 1986, geregisseerd door Dick Maas over een asociale familie in een nette buurt. De film kan gezien worden als een satire op de Nederlandse verzorgingsstaat en op de politiek correcte manier waarop soms met engelengeduld met overlastplegers omgegaan wordt. De film trok 2,3 miljoen bezoekers en was een van de meest succesvolle films van de Nederlandse cinema ooit. In 1987 was de film de succesvolste film van dat jaar in de bioscoop.
Ook in het buitenland, onder andere in Duitsland en Canada, had de film succes. Het leidde tot twee vervolgfilms en een televisieserie over het fictieve, asociale gezin Flodder.
De naam Flodder heeft een dubbele betekenis. Enerzijds verwijst deze naar de erbarmelijke flodderige staat van het huishouden, anderzijds naar de term losse flodder. Net zoals een losse flodder maakt de familie een hoop kabaal en komen ze bedreigend over maar zijn ze relatief onschuldig. De mensen die echt over de schreef gaan, zijn mensen uit de buurt.

## Verhaal
Als blijkt dat hun huis op een gifbelt staat, wordt het asociale probleemgezin Flodder op initiatief van maatschappelijk werker Sjakie (Sjaak/Jacques) van Kooten een luxevilla in villawijk Zonnedael aangeboden waar eerder Blommesteijn woonde. Dit in het kader van een experiment waarbij Sjakie wil bewijzen dat verandering van leefomgeving de Flodders positief zal beïnvloeden.
De rijkelui in Zonnedael zien de familie Flodder niet zo zitten. Met name kolonel Wim Kruisman wil hen zo gauw mogelijk weg hebben. Bovendien faalt het experiment van Sjakie doordat de Flodders hun asociale levensstijl voortzetten. Dit leidt menigmaal tot problemen. Dochter Toet krijgt tijdens een wandeling met opa ruzie met een paar buurjongetjes en bedreigt hen met een stiletto. Zoon Kees wordt wegens gluren naar meisjes van de tennisclub door enkele jongens in elkaar geslagen, waarop de oudste zoon Johnny de achtervolging inzet en de jongens met auto en al in het zwembad van een van de huizen eindigen.
Daags na een wild feest met keiharde muziek, heeft Johnny bijna een aanrijding met Kruismans vrouw Yolanda. Die lost de schadekwestie op door een afspraakje met Johnny te maken. Als Sjakie later komt kijken hoe de zaak verloopt, gooien de tennisjongens een molotovcocktail naar Johnny's auto, die brandschade oploopt. Sjakies voeten vliegen ook in brand.
De dag hierop gaat Johnny langs bij Yolanda, die zijn schade in natura vergoedt: seks op een militair schaalmodel van haar man. Dochter Kees verleidt ondertussen buurman Neuteboom (met de beroemde uitspraak "Buurman, wat doet u nu?"), terwijl haar gelijknamige broer foto's neemt met een gestolen camera. Deze foto's worden door Johnny en zoon Kees gebruikt om Neuteboom, die autodealer is, te chanteren zodat hij hun een nieuwe auto cadeau doet. Ma Flodder krijgt in de SRV-wagen een handgemeen met enkele buurvrouwen, waarop de wagen min of meer op hol slaat en na een rampzalige rit over de snelweg, gedeeltelijk spookrijdend, eindigt in een woonwagenkamp. Met opa Flodder loopt het nog minder gelukkig af. Als hij op eigen houtje gaat kijken bij de spoorrails, wordt hij overreden door een trein.
Nadat kolonel Kruisman ontdekt dat Yolanda hem bedriegt, krijgen ze ruzie, en slaat hij haar in een opwelling. Yolanda loopt hierop weg en trekt meteen in bij de Flodders. Kruisman kan dit niet verwerken. De meeste buurtbewoners (op enkele genuanceerde mensen na) zijn het gedrag van de Flodders zat en besluiten een grote vergadering te beleggen op de tennisclub. De Flodders hebben intussen in opa's oude speelgoedtreinen 825.000 gulden gevonden en beschikken daardoor over genoeg geld om hun huis te kunnen kopen.
Nu de buurtbewoners zich beginnen te verenigen, krijgt Sjakie nog een laatste kans van de wethouder en wordt hij naar de vergadering gestuurd. Johnny en Yolanda hebben echter besloten om zich te verloven en komen op de vergadering binnenzetten om de hele buurt voor een groot verzoeningsfeest uit te nodigen. De buurtbewoners willen in eerste instantie niet gaan, totdat Sjakie speculeert dat de gemeente het afwijzen van een verzoeningsgebaar niet zal waarderen en zinspeelt op het korten van subsidie voor de tennisclub.
Als gebaar van goede wil komen de buren dus toch maar langs. Uiteindelijk gaat een groot deel zich er zelfs behoorlijk thuis voelen. Beide klassen blijken niet eens zoveel van elkaar te verschillen. Wanneer de wethouder langskomt om de familie officieel mede te delen dat er een geschikte vaste woning voor de familie gevonden is, verklaart ma Flodder de villa eerder die dag al gekocht te hebben. Enkele minuten later komt kolonel Kruisman echter met een tank de straat inrijden en legt hij met enkele schoten het huis in puin. Iedereen weet op tijd weg te komen, met uitzondering van Sjakie. De familie pakt het goed op en de moeder zegt: Leuk zo'n feestje, maar het geeft altijd zo'n rommel, hè.
Kort daarna vertrekt de familie Flodder uit hun vernielde huis, in een scène die veel lijkt op het begin van de film. Ze betrekken voorlopig het Franse vakantiehuisje van Sjakie, die in het ziekenhuis ligt.

## Rolverdeling
| Acteur                   | Personage                           |
| ------------------------ | ----------------------------------- |
| Nelly Frijda             | Ma Flodder                          |
| Huub Stapel              | Johnnie Flodder                     |
| Tatjana Šimić            | Dochter Kees Flodder                |
| René van 't Hof          | Zoon Kees Flodder                   |
| Nani Lehnhausen          | Toet Flodder                        |
| Horace Cohen             | Henkie Flodder                      |
| Jan Willem Hees          | Opa Flodder                         |
| Lou Landré               | Sjakie van Kooten                   |
| Frans Kokshoorn          | Wethouder                           |
| Lettie Oosthoek          | Clarissa Neuteboom                  |
| Bert André               | Arie Neuteboom                      |
| Gerrie van der Klei      | mevrouw Wijnberg                    |
| Egbert van Paridon       | meneer Wijnberg                     |
| Barbara Barendrecht      | Mathilde Fröbel                     |
| Hennie Zwanenburg        | Arend-Jan Fröbel                    |
| Apollonia van Ravenstein | Yolanda Kruisman                    |
| Tanneke Hartzuiker       |                                     |
| Herbert Flack            | Wim Kruisman                        |
| Miguel Stigter           | Kareltje                            |
| Dick Scheffer            | meneer Van Putten                   |
| Peter Lusse              | Hoofdagent                          |
| Lex de Regt              | Brigadier van politie               |
| Hans Veerman             | Generaal                            |
| Pollo Hamburger          | Journalist                          |
| Simon van Collem         | Man bij zwembad                     |
| Inge Beekman             | Vrouw bij zwembad                   |
| Liz Snoijink             | Laura, vriendin Yolanda             |
| Rolf Wouters             | Tennisjongen                        |
| Jasper de Moor           | Tennisjongen                        |
| Edward Montie            | Tennisjongen                        |
| Tatjana van Zanten       | Tennismeisje                        |
| Natascia Paolucci        | Tennismeisje                        |
| Tom van Beek             | Max Breedero, voorzitter tennisclub |
| Bert Kuizenga            | Jonge officier                      |
| Cas Enklaar              | Excentrieke buurman                 |
| Christiaan Lippens       | Fotograaf                           |
| Harry Slinger            | Chauffeur wethouder                 |
| Jan Wegter               | Stemacteur                          |
| Cees Heyne               | Ambtenaar herhuisvesting            |
| Henk Schiffmacher        | Man met tatoeage                    |
| Tina Shaw                | Stripteasedanseres                  |
| Robbe De Hert            | Barman                              |
| Nora Mullens             | Voluptueuze dame                    |
| Norbert Kaart            | Soldaat                             |
| Oncko Grader             | Soldaat                             |

## Locaties

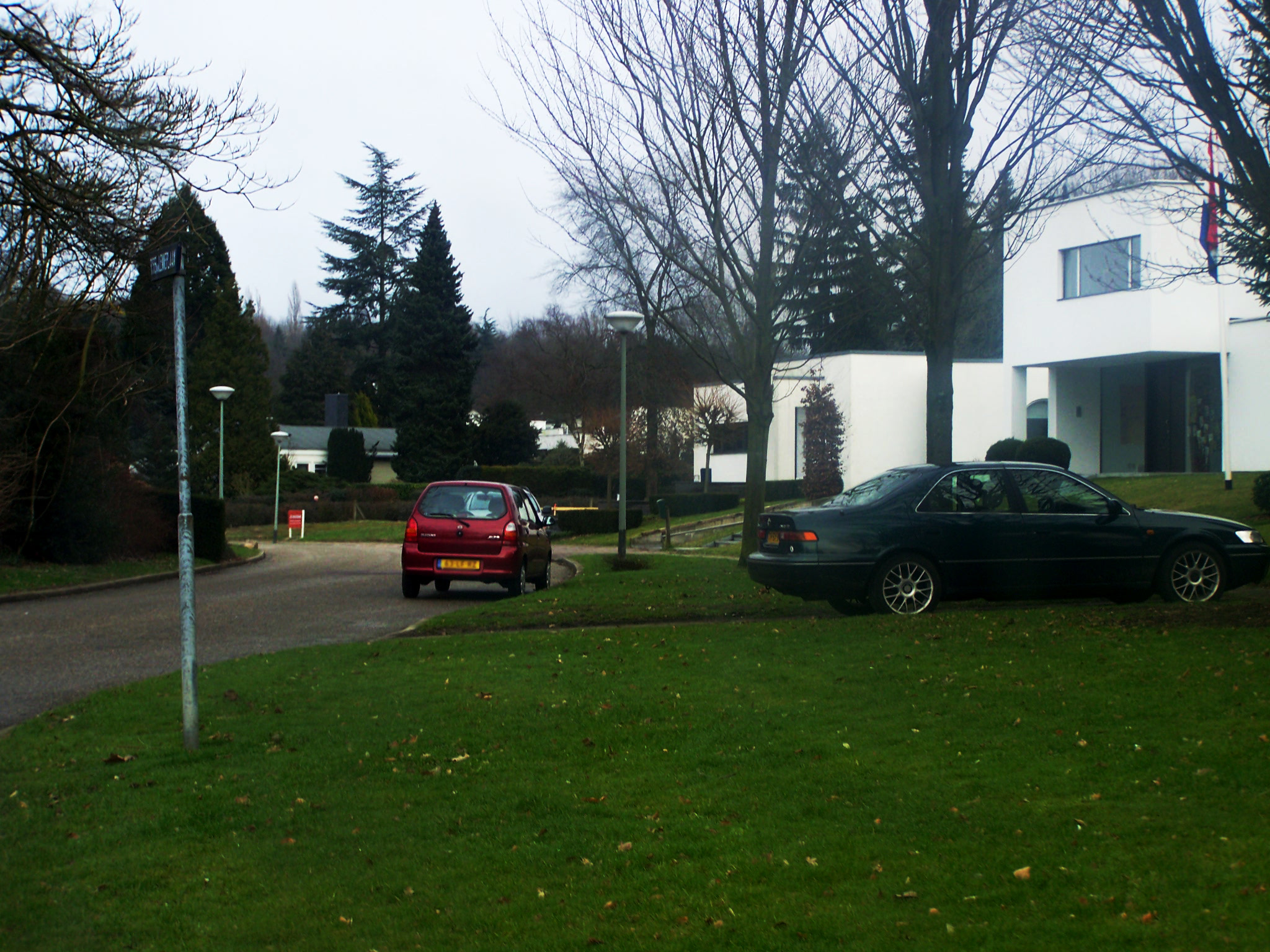
Ross van Lenneplaan, Sittard. Filmlocatie Zonnedael

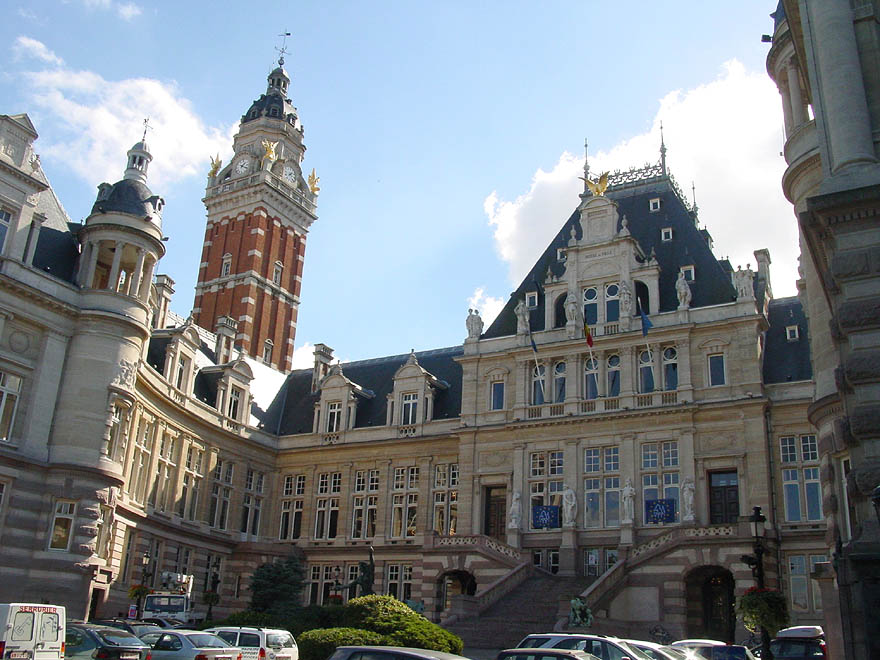
Het stadhuis van Sint-Gillis

Het huis van de familie Flodder en de omliggende huizen zijn speciaal voor de film gebouwd op de wielerbaan bij Spaarndam. Andere scènes zijn opgenomen in de villawijk op de Kollenberg in Sittard. Sommige andere huizen die in beeld zijn geweest staan nog altijd aan de Ross van Lenneplaan.
Delen van de film zijn in België opgenomen. De oorspronkelijke woonplaats van de familie op de "gifbelt" werd gefilmd in Molenbeek in Brussel. De rit naar Zonnedael is ook in Brussel gefilmd en hierbij zijn de Stalingradlaan, de Tervurentunnel, het Montgomeryplein en de triomfboog van het Jubelpark te zien. Het stadhuis is in werkelijkheid het stadhuis van Sint-Gillis.
De aanrijding van de opa door een trein werd gefilmd op een spoorwegovergang van de Miljoenenlijn ter hoogte van de Holleweg bij Schin op Geul.

## Muziek
De originele filmmuziek werd gecomponeerd door Dick Maas. Er werd ook een soundtrackalbum op lp uitgebracht.

### Nummers
| Nr. | Titel                               | Artiest(en) | Duur |
| --- | ----------------------------------- | ----------- | ---- |
| 1   | Klerelijers (titelmuziek)           | Dick Maas   | 4:00 |
| 2   | Geile wijven                        | Dick Maas   | 2:32 |
| 3   | Vrete aan huis                      | Dick Maas   | 1:59 |
| 4   | Een nat pak                         | Dick Maas   | 0:29 |
| 5   | Uit de droom                        | Dick Maas   | 1:09 |
| 6   | Een goed gesprek                    | Dick Maas   | 1:36 |
| 7   | Tasjes                              | Dick Maas   | 2:56 |
| 8   | Ver van huis                        | Dick Maas   | 2:35 |
| 9   | Een feestje                         | Dick Maas   | 2:50 |
| 10  | Tonait                              | Dick Maas   | 2:31 |
| 11  | Op heterdaad                        | Dick Maas   | 1:24 |
| 12  | Als je haar maar goed zit           | Dick Maas   | 2:26 |
| 13  | Rampetampe                          | Dick Maas   | 2:17 |
| 14  | Uit de kleren                       | Dick Maas   | 3:34 |
| 15  | Lage kijkcijfers                    | Dick Maas   | 2:51 |
| 16  | Ruw volk                            | Dick Maas   | 2:27 |
| 17  | Bedankt en de groeten (Eindcredits) | Dick Maas   | 4:35 |
| 18  | Gekke Chinezen (Bonus)              | Dick Maas   | 2:28 |
| 19  | Releks effe (Bonus)                 | Dick Maas   | 1:50 |

## Prijzen en nominaties
- In 1987 won de film een Gouden Kalf voor de beste regie.
- In 2007 kreeg de film een plaats in de 'Filmcanon Top 16'.
- De film is de op vijf na best bezochte Nederlandse films aller tijden.

## Canadese versie
In Montreal, in de Franstalige Canadese provincie Quebec was in 1986 echt een asociale familie die de loterij won met de hoogste prijs die ooit in dat land was uitgekeerd. Dit was de familie Lavigueur. In Quebec werd een nagesynchroniseerde versie van Flodder uitgebracht in het Joual, een plat dialect dat in Montreal gesproken wordt. De film kreeg de titel Les Lavigueur déménagent. Dit tot ongenoegen van de familie. Het leidde tot een rechtszaak waarbij de distributeur werd aangeklaagd maar de familie verloor. Ook de twee vervolgfilms werden op dezelfde manier nagesynchroniseerd.

## Trivia
- De opnames van de film liepen van 7 mei 1986[6] tot eind augustus 1986.[7] Oorspronkelijk zouden de opnames plaats vinden tot half juli 1986[8] maar dat werd door vertraging eind augustus 1986 en zou in 50 draaidagen worden afgerond.[9]
- De auto's die langdurig in beeld zijn, zoals die van de buren of de politie, zijn voorzien van een niet bestaand nummerbord met vijf schrifttekens. Uitzondering hierop zijn de groene Eend van Sjakie en de roze Chevrolet Caprice van Johnnie. Deze zijn voorzien van een authentiek donkerblauw, Nederlands nummerbord met zes tekens.
- Enkele auto's werden na verloop van tijd een collectors item. De roze Chevrolet brandt in de film af maar in werkelijkheid hebben ze voor die scène een auto gebruikt die er op leek. Een oplettende kijker zal zien dat de brandende auto een vierdeursauto is waarvan de achterste portieren zijn overschilderd. De echte Chevrolet kwam na verloop van tijd in handen van een verzamelaar. Ook de rode Citroën BX kwam in handen van een particulier en werd later geveild maar het minimum bedrag werd niet gehaald. De groene Citroën 2CV uit seizoen vier en vijf is te bewonderen in het Eendenmuseum.
- Wanneer de SRV-wagen op hol slaat en een snelweg oprijdt, krijgt deze een aanrijding met een vrachtwagen. De vrachtwagen bevat whisky van het merk Bouvier. De hond van de familie Flodder is een bouvier met de naam Whisky.
- Simon van Collem had samen met de moeder van Dick Maas een cameo in de film als bewoners van het huis waar de auto met de tennisjongens in terechtkomt. Dit zwembad is hetzelfde zwembad als van de familie Flodder.
- Vanwege de Brabantse tongval van Apollonia van Ravenstein werd haar stem nagesynchroniseerd door Tanneke Hartzuiker.
- Aan het einde van de eerste Flodderfilm, als het huis gebombardeerd wordt, wil buurvrouw Neuteboom haar man wekken, nadat ze hem bewusteloos heeft geslagen met een whiskyfles. Ze noemt hem hier "Arie". In de televisieserie heet buurman Neuteboom echter Ed.
- Buurvouw Neuteboom heet in de film Clarissa met de voornaam. In overige Flodder films en serie heet ze Tilly.
- De levenspartner van Nel Frijda, politica Annemarie Grewel, speelt de reclasseringsambtenaar.

### Vervolg
- Flodder in Amerika! (1992)
- Flodder de tv-serie (1993-1995, 1998-1999)
- Flodder 3 (1995)

In de laatste productie speelden Stapel en Van 't Hof niet meer mee.